# Internationales Holzschuhmuseum Eelde
Das Internationale Holzschuhmuseum Eelde in Eelde (Niederlande) ist ein Museum für Holzschuhe, Holzschuhmacherwerkzeug und Holzschuhmaschinen. Es hat die größte Kollektion von Holzschuhwerk in der ganzen Welt.

## Geschichte
Der Grundstein der Kollektion wurde durch die Brüder Eiso (1916–1977) und Egbert Wietzes (1925–1988) gelegt, der letzte Holzschuhmacher in Eelde. Die Kollektion wurde nach ihrem Tod angefüllt mit der Kollektion von H. P. Bongers aus Enschede, der dort Lehrer an einer Technischen Schule war. Seine Sammlung bestand neben Holzschuhen aus westeuropäischen handwerklichen und (vor-)maschinellem Holzschuhwerkzeug. 1990 wurde das Museum eröffnet. 2009 erwarb das Museum eine große Kollektion französischer Holzschuhe.

## Kollektion
Die Kollektion des Museums besteht unter anderem aus:
- gut 2200 Paar unterschiedlicher Holzschuhe und anderem Schuhwerk mit einer hölzernen Sohle aus 43 Ländern
- Hunderten von handwerklichen Geräten aus sieben europäischen Ländern
- Holzschuhmaschinen von circa 1920, aus den Niederlanden, Deutschland und Frankreich
- einer umfassenden Kollektion internationale Literatur, inklusive vieler Photos

Im Museum werden Rundführungen angeboten, und es werden regelmäßig Themenausstellungen organisiert.

## Weblink
- Offizielle Website (niederländisch, englisch)

Koordinaten: 53° 8′ 17″ N, 6° 34′ 7″ O